# Powiat Oststernberg

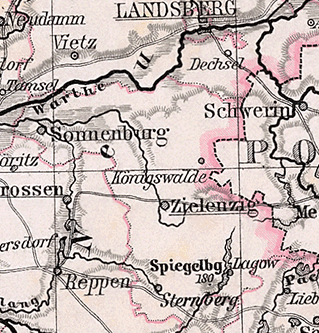
Powiat w 1905

Powiat Oststernberg (niem. Landkreis Oststernberg, Kreis Oststernberg; pol. powiat wschodniotorzymski) – były powiat w pruskiej rejencji frankfurckiej, w prowincji Brandenburgia, istniał jako prusko-niemiecki powiat w latach 1873–1945. Jego poprzednik powiat Sternberg istniał w latach 1818–1873. Teren dawnego powiatu leży obecnie w Polsce, w województwie lubuskim.
1 stycznia 1945 powiat Oststernberg obejmował:
- 4 miasta: Lubniewice (Königswalde), Słońsk (Sonnenburg), Torzym (Sternberg (Neumark)) i Sulęcin (Zielenzig);
- 73 inne gminy;
- 2 majątki junkierskie (Forsten).

W sumie powiat Oststernberg obejmował 1120,22 km² powierzchni. Jego stolicą był Zielenizg. Landrat urzędował zaś w Drossen.

## Po 1945
W 1945 roku powiat Oststernberg z siedzibą w Sulęcinie w całości przypadł Polsce; powiat przekształcono w polski powiat sulęciński, który wszedł w skład woj. poznańskiego (1946).

## Landraci (przewodniczący powiatu)
- 1873–1880: Wilhelm Noack
- 1880–1889: Julius Karney
- 1899–1907: Friedrich von Mickwitz
- 1907–1919: Friedrich von Bockelberg-Vollard  (1851–1919)[2]
- 1919–1931: Karl Lindenberg (komisarycznie)
- 1931-1933: Walther Kühn, Niemiecka Partia Ludowa (DVP)
- 1933–1937: Werner Schmuck (1899–1940), NSDAP (w zastępstwie)
- 1937–1942: Karl Adolf Pott (1906–1943)
- 1942–1945: Karl Kiejak